# معركة بنغازي (2014– 2017)
معركة بنغازي الثانية هي واحدة من معارك الحرب الأهلية الليبية لسنة 2014. ونشبت منذ مايو 2014 بين مقاتلي مجلس شورى ثوار بنغازي (بدعم من غرفة عمليات ثوار ليبيا ودرع ليبيا) القوات المسلحة الليبية وبعض المؤيدين للجيش بالمدينة. المعركة كانت نتيجة مباشرة لخسارة قوات «ثوار بنغازي» وحلفائها في هجومهم على مطار بنينا، مما سمح لقوات الجيش الوطني الليبي من تنظيم صفوفهم والهجوم في عمق بنغازي.
بحلول مايو 2016، سيطرت قوات الجيش على نحو 90% من المدينة، بما في ذلك ضاحية أنصار الشريعة الرئيسية في حي الليثي، وجامعة بنغازي ومصنع الاسمنت.
عدد من ثوار بنغازي تجمعوا في وقتٍ لاحق معلنين تشكيل «سرايا الدفاع عن بنغازي» في يونيو 2016 لدعم مقاتلي مجلس الشورى. بحلول يونيو 22، سيطرت قوات الجيش الليبي على ضاحية قاريونس ومعظم أرجاء القرية السياحية في منطقة قنفودة من تحت سيطرة شورى ثوار بنغازي. في يوليو 2016، بدأت سرايا الدفاع عن بنغازي تتحرك نحو المدينة بعد الاستيلاء على العديد من المدن والبلدات الواقعة إلى الغرب من المدينة. في 17 يوليو، زعمت تلك القوات أنها أسقطت طائرة هليكوبتر تابعة للجيش الليبي. في وقت لاحق في 19 يوليو ذكرت الميليشيا أن اثنين من القوات الخاصة الفرنسية ربما قد قتلوا بين أفراد الطاقم حادث تحطم الطائرة. في اليوم التالي، الحكومة الفرنسية أكدت أن ثلاثة جنود فرنسيين من القوات الخاصة لقوا حتفهم في الحادث.
بحلول 22-23 يوليو صدت قوات الجيش الليبي الهجوم الذي شنته الميليشيا الإسلامية وأطلقت هجومًا مضادًا لاستعادة جميع الأراضي الواقعة تحت سيطرة سرايا الدفاع عن بنغازي، واستولت على عدة أجزاء من منطقة القوارشة في منتصف أغسطس وعرضت وقف إطلاق النار على المسلحين إذا استسلموا.